# 土佐堀ダイビル
土佐堀ダイビル（とさぼりダイビル）は、大阪府大阪市西区土佐堀にあるオフィスビルである。大阪都市景観建築賞、サステナブル建築賞を受賞。

## 概要
テナントオフィスビルであり、BEMS (ビルエネルギーマネジメントシステム) によるエネルギー管理や公開空地における森のような緑あふれる空間づくりなど、省エネルギー・環境配慮の工夫がなされている。敷地内の植栽と複数の石柱が印象的なファサード、格子状に整然と配された窓が目を引く重厚な外観で、視認性が優れている。特に、中之島ダイビルの建設現場で発生した外装の石材の端材をリサイクル材としての利用したことが評価され、サステナブル建築賞特別賞を受賞した。またサッシュの抱きの部分が内テーパーになっており、影がより黒くなる特徴を持つ。大阪都市景観建築賞第30回奨励賞を受賞した。
建物固有の郵便番号は550-0001。

## 入居企業
- 小松ウォール（2F、3F）
- キヤノンITソリューションズ（4F、5F、6F）
- キヤノンビズアテンダ（5F）
- ガーデンネットワーク（6F）
- 新日本空調（7F）
- 日立メディコ（7F）
- 住友電工システムソリューション（8F、9F）
- NECライティング（9F）
- JSOL（10F、11F、12F）※登記上の本店は東京都千代田区
- JOE（10F）
- 商船三井興産（10F）
- 新日空サービス（10F）
- 日本総合研究所（13F、14F、17F）※登記上の本店は東京都品川区
- 日本総研情報サービス（13F）
- トランスコスモス（15F、16F）

## 受賞
- 大阪都市景観建築賞
- 大阪サステナブル建築賞

## 交通機関
- Osaka Metro四つ橋線 肥後橋駅  徒歩7分
- 京阪中之島線 中之島駅 徒歩8分
- JR東西線新福島駅 徒歩11分
- Osaka Metro御堂筋線淀屋橋駅 徒歩13分

## 近隣公共施設等
- 大阪国際会議場
- フェスティバルホール
- 住友病院
- 大阪中之島美術館

## 近隣の高層ビル
- 中之島三井ビルディング
- 関電ビルディング
- N4タワー